# Atletica leggera ai XVIII Giochi del Mediterraneo - 200 metri piani maschili
Le gare dei 200 metri piani maschili ai XVIII Giochi del Mediterraneo si sono svolte il 28 e il 29 giugno 2018 presso l'Estadio de Atletismo de Campclar di Tarragona.
La competizione è stata vinta dal turco Ramil Guliyev, che ha preceduto l’italiano Fausto Desalu ed il francese Mickaël-Méba Zeze.

## Calendario
| Data      | Ora   | Turno      |
| --------- | ----- | ---------- |
| 28 giugno | 20:25 | Semifinali |
| 29 giugno | 20:15 | Finale     |

## Risultati

### Semifinali
I primi 2 classificati di ogni batteria (Q) e i 2 migliori tempi (q) si qualificano alla finale"
| Vento: | Batteria 1: +2,6 m/s | Batteria 2: +1,3 m/s |

| Pos. | Batteria | Nome                 | Nazionalità | Tempo | Note                          |
| ---- | -------- | -------------------- | ----------- | ----- | ----------------------------- |
| 1    | 1        | Fausto Desalu        | Italia      | 20"25 | Q                             |
| 2    | 2        | Ramil Guliyev        | Turchia     | 20"50 | Q                             |
| 3    | 1        | Mickaël-Méba Zeze    | Francia     | 20"52 | Q                             |
| 4    | 2        | Daniel Rodríguez     | Spagna      | 20"59 | Q                             |
| 5    | 2        | Davide Manenti       | Italia      | 20"59 | Q                             |
| 6    | 1        | Panagiotis Trivyzas  | Grecia      | 20"78 | Q                             |
| 7    | 2        | Paisios Dimitriadis  | Cipro       | 20"98 | q                             |
| 8    | 1        | David Lima           | Portogallo  | 21"01 | q                             |
| 9    | 2        | Rafael Jorge         | Portogallo  | 21"04 | Miglior prestazione personale |
| 10   | 2        | Gautier Dautremer    | Francia     | 21"09 |                               |
| 11   | 1        | Yiğitcan Hekimoğlu   | Turchia     | 21"15 |                               |
| 12   | 1        | Javier Troyano       | Spagna      | 21"21 |                               |
| 13   | 1        | Andreas Chatzitheori | Cipro       | 21"50 |                               |
| 14   | 2        | Francesco Molinari   | San Marino  | 21"81 |                               |
| -    | 1        | Ayman Elsaaid        | Egitto      | dns   |                               |

## Finale
| Vento: | Finale: +0,1 m/s |

| Pos.    | Corsia | Nome                | Nazionalità | Tempo | Note              |
| ------- | ------ | ------------------- | ----------- | ----- | ----------------- |
| Oro     | 4      | Ramil Guliyev       | Turchia     | 20"15 | Record dei Giochi |
| Argento | 3      | Fausto Desalu       | Italia      | 20"77 |                   |
| Bronzo  | 5      | Mickaël-Méba Zeze   | Francia     | 20"78 |                   |
| 4       | 6      | Daniel Rodríguez    | Spagna      | 20"79 |                   |
| 5       | 7      | Davide Manenti      | Italia      | 20"96 |                   |
| 6       | 8      | Panagiotis Trivyzas | Grecia      | 21"06 |                   |
| 7       | 2      | Paisios Dimitriadis | Cipro       | 21"53 |                   |
| 8       | 1      | David Lima          | Portogallo  | 21"54 |                   |